# Sehnoutkův dům (Černožice)
Sehnoutkův dům, dnes Domov důchodců, se nalézá v Revoluční ulici v obci Černožice v okrese Hradec Králové. Funkcionalistická stavba českého architekta Otakara Novotného z roku 1927 je chráněna jako kulturní památka ČR. Národní památkový ústav tuto budovu uvádí v katalogu památek pod rejstříkovým číslem ÚSKP 25755/6-592.

## Popis
Sehnoutkův dům je třípatrová budova bývalého internátu s přízemní vstupní částí a čtyřpodlažní spojovací schodišťovou věží. Je vyzděna z režných červených cihel v kombinaci s hladkými plochami a šedobílými tvrdými omítkami. Ploché zastřešení. Obdélná dispozice nepravidelného půdorysu se dvěma užšími bočními rizality a novou přístavbou výtahu, převážně dvoutraktová, obdélný vstupní objekt také dvoutraktový.

## Historie
Majiteli domu byli podle notářského zápisu z roku 1926 manželé Rudolf Steinský-Sehnoutka a Jaroslava Steinská-Sehnoutková rozená Bartoňová, kteří výstavbu financovali. Do roku 1930 nesl ústav název Útulna továrních zaměstnanců. Do roku 1935 byly na vnitřním zařízení budovy prováděny rozsáhlé úpravy, při kterých z velkých sálů přepažováním vznikaly lůžkové pokoje. 
V roce 1936 převedl Rudolf Steinský-Sehnoutka podle svého dřívějšího slibu budovu ústavu na Kongregaci sester Nejsvětější Svátosti. Téhož roku do ústavu nastoupily řádové sestry, které se staraly o řízení i chod ústavu. V letech 1943 až 1945 byla v části budovy ústavu ubytována německá mládež. V roce 1948 převzala ústav Katolická charita, která ho v roce 1960 předala Okresnímu úřadu v Hradci Králové. Po celou dobu jako ošetřující personál v ústavu působily řádové sestry, a to až do roku 1983. Zpět se vrátily 1. ledna 1993, přičemž soudně byla budova ústavu Kongregaci vrácena v roce 1994. V roce 2005 přešel ústav koupí do majetku Královéhradeckého kraje. 
V roce 2011 byla dokončena přístavba nové budovy s terasami. Přístavbou se zvětšila kapacita lůžek včetně sociálních zařízení. V roce 2017 byla dokončena rozsáhlá rekonstrukce původní budovy ústavu.

## Galerie

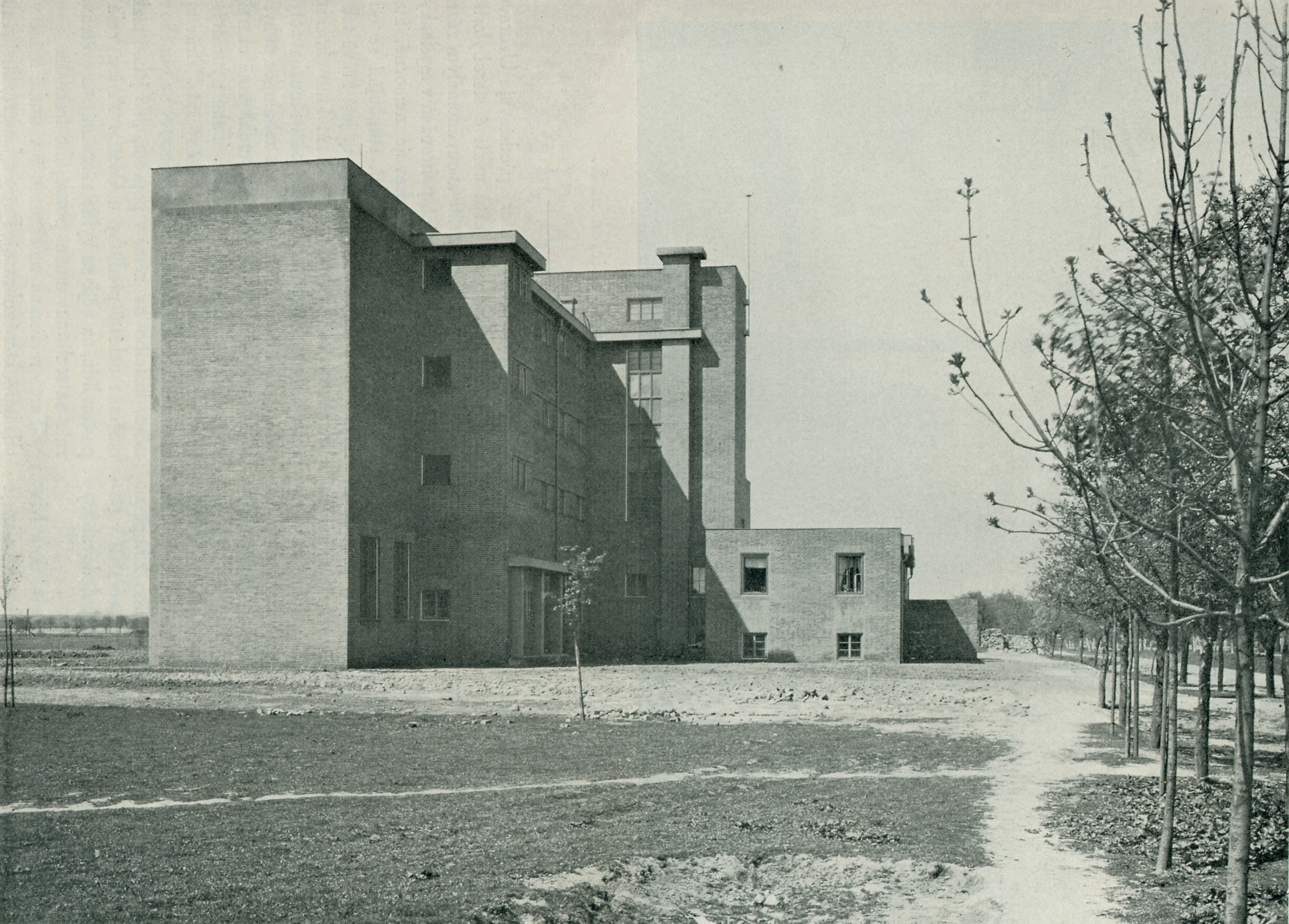
Sehnoutkův dům v Černožicích
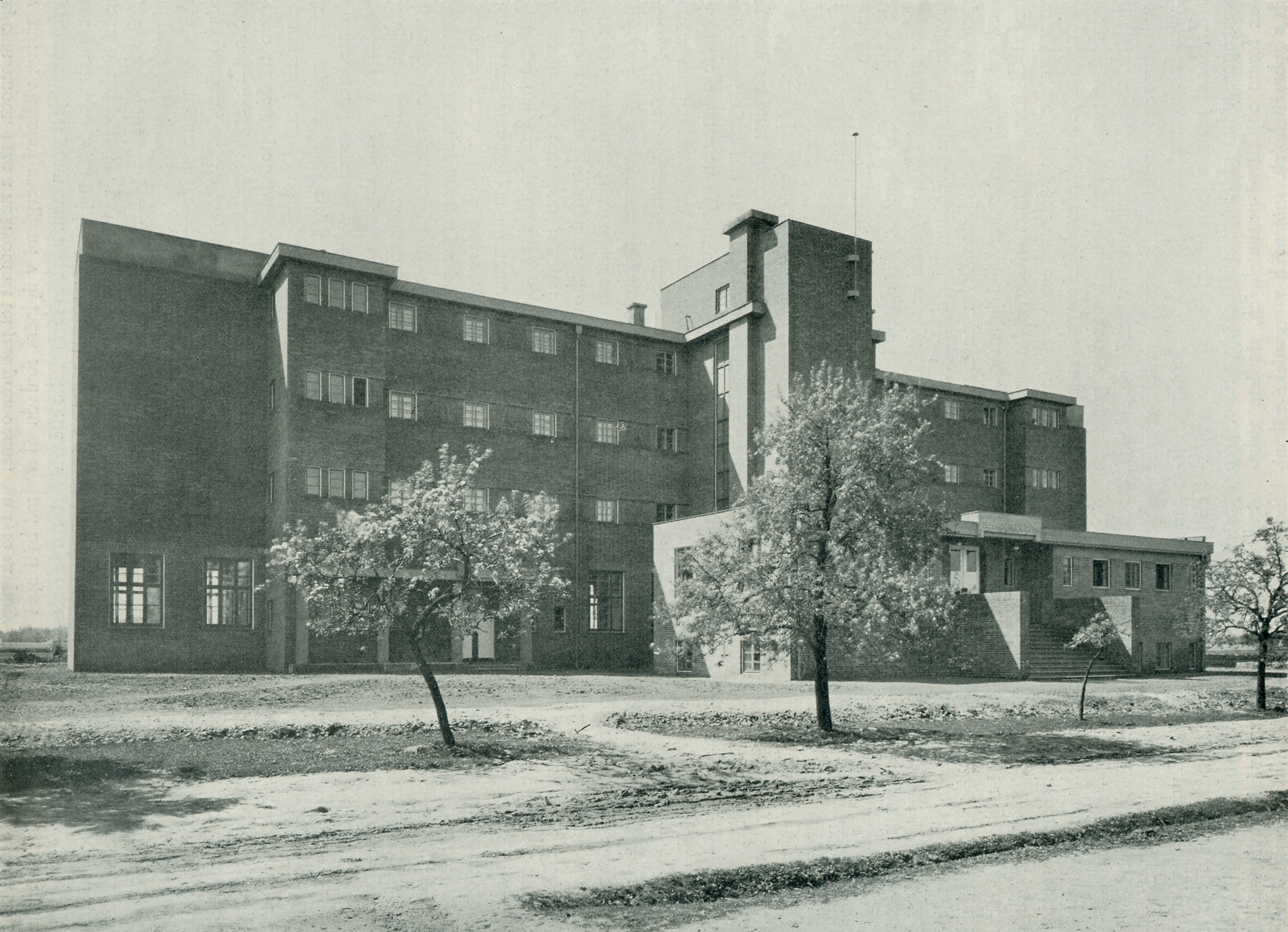
Sehnoutkův dům v Černožicích
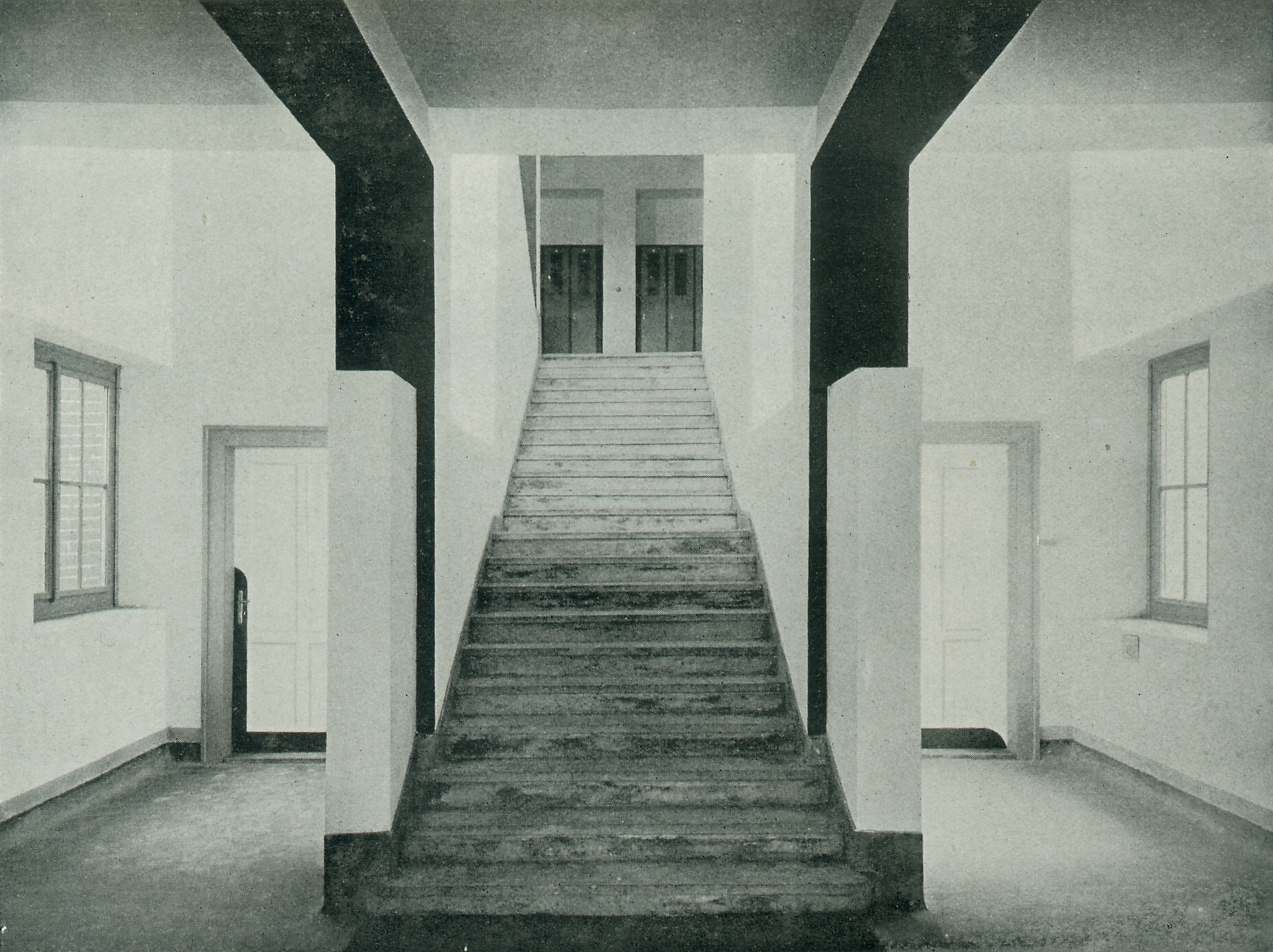
Sehnoutkův dům v Černožicích
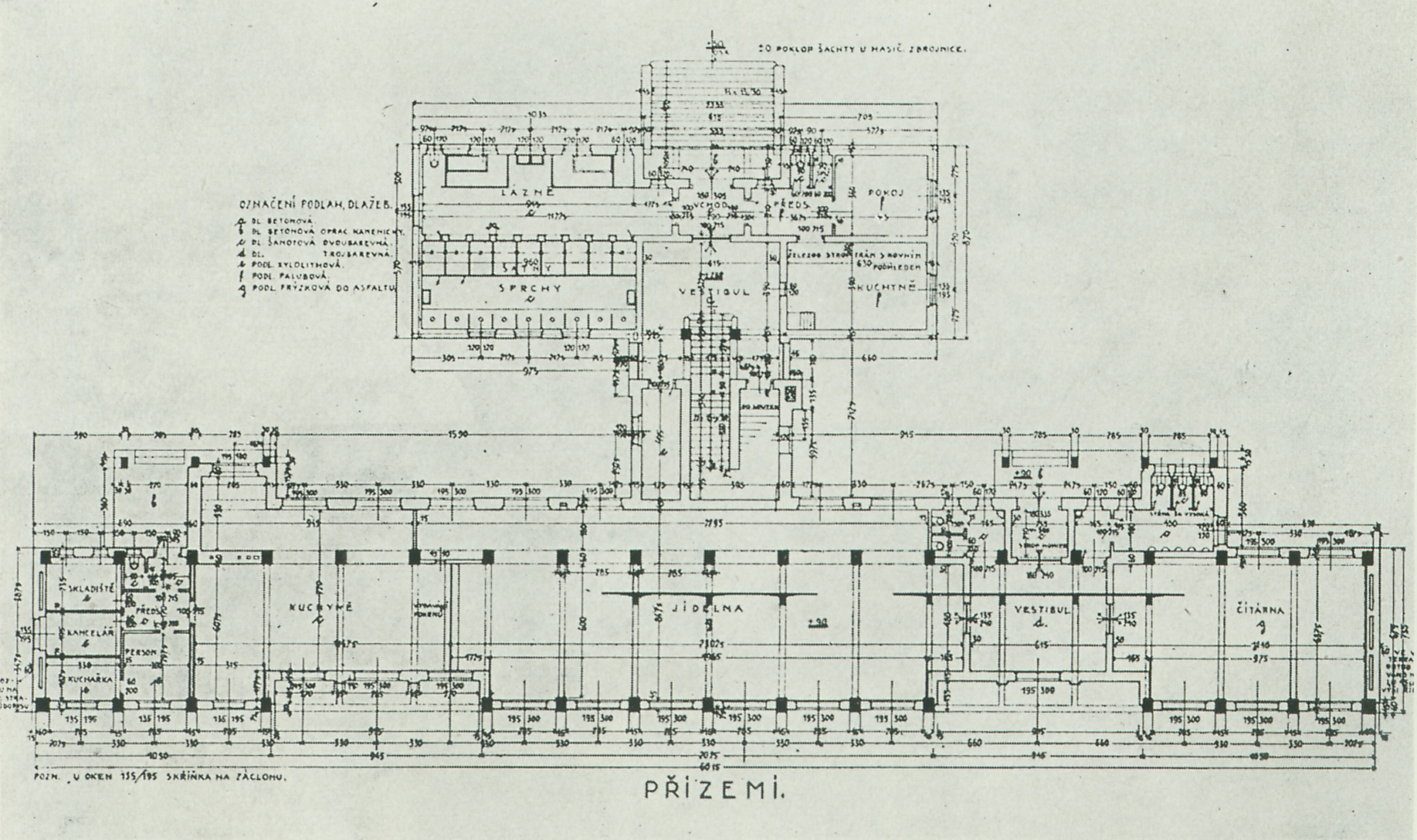
Sehnoutkův dům v Černožicích